# 오문자
오문자(呉文子, 1937년~)는 대한민국의 여성 수필가이다. 재일 한국인이며, 여성 문학지 「땅에 배를 꽂아」의 편집 위원직을 겸하고 있다.

## 참고 자료

### 저서
- 呉文子 (2007년 11월). 《パンソリに想い秘めるとき　ある在日家族のあゆみ》. 学生社. ISBN 978-4-311-60140-8. 다음 글자 무시됨: ‘和書’ (도움말);

#### 편저
- 呉文子ほか編集委員編著 (2006년 11월). 《地に舟をこげ　在日女性文学》. Vol.1創刊号. 在日女性文芸協会. ISBN 978-4-7845-0184-7. 다음 글자 무시됨: ‘和書’ (도움말);
- 呉文子ほか編集委員編著 (2007년 11월). 《地に舟をこげ　在日女性文学》. Vol.2. 在日女性文芸協会. ISBN 978-4-7845-0185-4. 다음 글자 무시됨: ‘和書’ (도움말);
- 呉文子ほか編集委員編著 (2008년 11월). 《地に舟をこげ　在日女性文学》. Vol.3. 在日女性文芸協会. ISBN 978-4-7845-0189-2. 다음 글자 무시됨: ‘和書’ (도움말);
- 李美子ほか編集委員編著 (2009년 11월). 《地に舟をこげ　在日女性文学》. Vol.4. 在日女性文芸協会. ISBN 978-4-7845-0192-2. 다음 글자 무시됨: ‘和書’ (도움말);
- 李美子ほか編集委員編著 (2010년 11월). 《地に舟をこげ　在日女性文学》. Vol.5. 在日女性文芸協会. ISBN 978-4-7845-0195-3. 다음 글자 무시됨: ‘和書’ (도움말);
- 李美子ほか編集委員編著 (2011년 11월). 《地に舟をこげ　在日女性文学》. Vol.6. 在日女性文芸協会. ISBN 978-4-7845-0196-0. 2016년 3월 4일에 원본 문서에서 보존된 문서. 2023년 11월 2일에 확인함. 다음 글자 무시됨: ‘和書’ (도움말);